# Laboulbeniaceae
Famille
Laboulbeniaceae est une famille de champignons de l'ordre des Laboulbeniales. Ils sont appelés champignons entomopathogènes, parasites d'insectes ou d'autres arthropodes, entraînant leur mort.

## Liste des genres et espèces
| Selon ITIS (2 novembre 2015) : - genre Laboulbenia Montagne & Robin, 1853 - genre Spongiophaga Carter, 1878 Selon World Register of Marine Species (2 novembre 2015) : - genre Laboulbenia Mont. & C.P. Robin, 1853 | Selon Catalogue of Life (2 novembre 2015) : - genre Acallomyces - genre Acompsomyces - genre Acrogynomyces - genre Amorphomyces - genre Amphimyces - genre Apatelomyces - genre Apatomyces - genre Aphanandromyces - genre Aporomyces - genre Arthrorhynchus - genre Asaphomyces - genre Autophagomyces - genre Balazucia - genre Benjaminiomyces - genre Blasticomyces - genre Bordea - genre Botryandromyces - genre Camptomyces - genre Cantharomyces - genre Capillistichus - genre Carpophoromyces - genre Ceraiomyces - genre Cesariella - genre Chaetarthriomyces - genre Chaetomyces - genre Chitonomyces - genre Clematomyces - genre Clonophoromyces - genre Columnomyces - genre Compsomyces - genre Coreomyces - genre Coreomycetopsis - genre Corethromyces - genre Corylophomyces - genre Cryptandromyces - genre Cucujomyces - genre Cupulomyces - genre Dermapteromyces - genre Diandromyces - genre Diaphoromyces - genre Dichomyces - genre Diclonomyces - genre Dimeromyces - genre Dimorphomyces - genre Dioicomyces - genre Diphymyces - genre Diplomyces - genre Diplopodomyces - genre Dipodomyces - genre Distichomyces - genre Distolomyces - genre Dixomyces - genre Ecteinomyces - genre Enarthromyces - genre Eucantharomyces - genre Eucorethromyces - genre Eudimeromyces - genre Euhaplomyces - genre Eumisgomyces - genre Eumonoicomyces - genre Euphoriomyces - genre Fanniomyces - genre Filariomyces - genre Gloeandromyces - genre Haplomyces - genre Heimatomyces - genre Hesperomyces - genre Histeridomyces - genre Homaromyces - genre Hydraeomyces - genre Hydrophilomyces - genre Idiomyces - genre Ilyomyces - genre Ilytheomyces - genre Jeaneliomyces - genre Kainomyces - genre Kleidiomyces - genre Kruphaiomyces - genre Kyphomyces - genre Laboulbenia - genre Laboulbeniella - genre Limnaiomyces - genre Majewskia - genre Meionomyces - genre Microsomyces - genre Mimeomyces - genre Misgomyces - genre Monandromyces - genre Monoicomyces - genre Nanomyces - genre Neohaplomyces - genre Nycteromyces - genre Ormomyces - genre Osoriomyces - genre Parahydraeomyces - genre Parvomyces - genre Peyritschiella - genre Phalacrichomyces - genre Phaulomyces - genre Picardella - genre Polyandromyces - genre Polyascomyces - genre Porophoromyces - genre Prolixandromyces - genre Pselaphidomyces - genre Rhachomyces - genre Rhadinomyces - genre Rheophila - genre Rhipidiomyces - genre Rhizomyces - genre Rhizopodomyces - genre Rickia - genre Rossiomyces - genre Sandersoniomyces - genre Scalenomyces - genre Scaphidiomyces - genre Scelophoromyces - genre Scepastocarpus - genre Schizolaboulbenia - genre Siemaszkoa - genre Smeringomyces - genre Sphaleromyces - genre Stemmatomyces - genre Stichomyces - genre Stigmatomyces - genre Sugiyamaemyces - genre Symplectromyces - genre Sympodomyces - genre Synandromyces - genre Tavaresiella - genre Teratomyces - genre Tetrandromyces - genre Trenomyces - genre Triainomyces - genre Triceromyces - genre Trochoideomyces - genre Troglomyces - genre Zeugandromyces - genre Zodiomyces |